# Артёменко, Михаил Васильевич
Михаил Васильевич Артеменко (род. 25 февраля 1922, д. Малашковичи, Рогачёвский район) — Герой Социалистического Труда (1966).
Член КПСС с 1967 года. Участник Великой Отечественной войны. С 1947 года — животновод, с 1976 года — полевод совхоза «1 мая» Рогачёвского района. Звание Героя присвоено за успехи в увеличении производства продукции животноводства. Депутат Верховного Совета БССР в 1967—1971 годах.